# Juan Carlos Yuste Jiménez
Juan Carlos Yuste Jiménez (1975. szeptember 25.–) spanyol nemzetközi labdarúgó-partbíró, asszisztens. Polgári foglalkozása: tudományos tanár.

## Pályafutása

### Nemzeti játékvezetés
1999-ben lett az I. Liga játékvezetője.

#### Nemzeti kupamérkőzések
Kupa-döntők száma partbíróként: 1.

##### Spanyol-szuperkupa
| Időpont             | Helyszín                  | Mérkőzés típusa | Mérkőzés                     | Játékvezető           | Eredmény | Nézők száma |
| ------------------- | ------------------------- | --------------- | ---------------------------- | --------------------- | -------- | ----------- |
| 2009. augusztus 16. | San Mamés Stadion, Bilbao | döntő           | Athletic Bilbao–FC Barcelona | Antonio Rubinos Pérez | 1 : 2    | 35 000      |

### Nemzetközi partbíráskodás
A Spanyol labdarúgó-szövetség Játékvezető Bizottsága (JB) terjesztette fel nemzetközi partbírónak, a Nemzetközi Labdarúgó-szövetség (FIFA) 2004-től tartotta nyilván partbírói keretében. Több válogatott és nemzetközi klubmérkőzésen szolgálta a labdarúgást partbíróként.
| Időpont             | Helyszín                             | Mérkőzés típusa           | Mérkőzés            | Játékvezető                | Eredmény | Nézők száma |
| ------------------- | ------------------------------------ | ------------------------- | ------------------- | -------------------------- | -------- | ----------- |
| 2004. szeptember 4. | Kombetar Qemal Stafa Stadion, Tirana | első nemzetközi mérkőzése | Albánia–Görögország | Eduardo Iturralde González | 2 – 1    | 15 800      |

#### Világbajnokság
A FIFA JB 2010. február 5-én kijelölte a (június 11.-július 11.) közötti dél-afrikai világbajnokságon közreműködő harminc játékvezetőt, akik Kassai Viktor és 28 társa között ott lehet a világtornán. Az érintettek március 2-6. között a Kanári-szigeteken vesznek részt szemináriumon, ezt megelőzően február 26-án Zürichben orvosi vizsgálaton kell megjelenniük. Az ellenőrző vizsgálatokon megfelelt az elvárásoknak, így a FIFA Játékvezető Bizottsága delegálta az utazó keretbe. 2010-ben Alberto Undiano Mallenco, 2014-ben Carlos Velasco Carballo játékvezető állandó társa lehetett.
A világbajnoki döntőhöz vezető úton Dél-Afrikába a XIX., a 2010-es labdarúgó-világbajnokságra, valamint Brazíliába a XX., a 2014-es labdarúgó-világbajnokságra a FIFA JB partbíróként alkalmazta. Partbírói mérkőzéseinek száma világbajnokságon: 6.

##### 2010-es labdarúgó-világbajnokság

###### Világbajnoki mérkőzés
| Időpont          | Helyszín                               | Mérkőzés típusa              | Mérkőzés                     | Eredmény | Nézők száma |
| ---------------- | -------------------------------------- | ---------------------------- | ---------------------------- | -------- | ----------- |
| 2010. június 18. | Nelson Mandela Stadion, Port Elizabeth | csoportmérkőzés (D. csoport) | Németország–Szerbia          | 0 : 1    | 38 294      |
| 2010. június 25. | Mbombela Stadion, Mbombela             | csoportmérkőzés (G. csoport) | Észak-Korea–Elefántcsontpart | 0 : 3    | 34 763      |
| 2010. június 28. | Moses Mabhida Stadion, Durban          | egyik nyolcaddöntő           | Hollandia–Szlovákia          | 2 : 1    | 61 962      |

##### 2014-es labdarúgó-világbajnokság

###### Világbajnoki mérkőzés
| Időpont          | Helyszín                       | Mérkőzés típusa              | Mérkőzés                 | Eredmény | Nézők száma |
| ---------------- | ------------------------------ | ---------------------------- | ------------------------ | -------- | ----------- |
| 2014. június 19. | Corinthians Stadion, São Paulo | csoportmérkőzés (D csoport)  | Uruguay–Anglia           | 2 – 1    | 62 575      |
| 2014. június 25. | Fonte Nova Stadion, Salvador   | csoportmérkőzés (F. csoport) | Bosznia-Hercegovina–Irán | 3 – 1    | 48 011      |
| 2014. július 4.  | Maracanã Stadion, Fortaleza    | egyik negyeddöntő            | Brazília–Kolumbia        | 2 – 1    | 60 342      |

#### Európa-bajnokság
Az európai-labdarúgó torna döntőjéhez vezető úton Svájcba a XIII., a 2008-as labdarúgó-Európa-bajnokságra, valamint Ukrajnába és Lengyelországba a XIV., a 2012-es labdarúgó-Európa-bajnokságra az UEFA JB asszisztenseként foglalkoztatta. 2008-ban Manuel Mejuto González, 2012-ben Carlos Velasco Carballo egyik partbírójaként szolgálta a labdarúgást.

##### 2004-es labdarúgó-Európa-bajnokság

###### Európa-bajnoki mérkőzés
| Időpont          | Helyszín                   | Mérkőzés típusa              | Mérkőzés              | Eredmény | Nézők száma |
| ---------------- | -------------------------- | ---------------------------- | --------------------- | -------- | ----------- |
| 2008. június 9.  | Letzigrund Stadion, Zürich | csoportmérkőzés (C. csoport) | Románia–Franciaország | 0 : 0    | 30 585      |
| 2008. június 16. | Ernst Happel Stadion, Bécs | csoportmérkőzés (B. csoport) | Németország–Ausztria  | 0 : 1    | 51 428      |

##### 2012-es labdarúgó-Európa-bajnokság

###### Európa-bajnoki mérkőzés
| Időpont          | Helyszín               | Mérkőzés típusa             | Mérkőzés                  | Eredmény | Nézők száma | Asszisztensek                  |
| ---------------- | ---------------------- | --------------------------- | ------------------------- | -------- | ----------- | ------------------------------ |
| 2012. június 8.  | Nemzeti Stadion, Varsó | csoportmérkőzés (A csoport) | Lengyelország–Görögország | 1 : 1    | 58 000      | Alonso Fernández/Yuste Jiménez |
| 2012. június 17. | Városi Stadion, Lviv   | csoportmérkőzés (B csoport) | Dánia–Németország         | 1 : 2    | 32 990      |                                |

## Magyar vonatkozás
| Időpont             | Helyszín                        | Mérkőzés típusa     | Mérkőzés                 | Játékvezető            | Eredmény | Nézők száma |
| ------------------- | ------------------------------- | ------------------- | ------------------------ | ---------------------- | -------- | ----------- |
| 2007. augusztus 22. | Puskás Ferenc Stadion, Budapest | válogatott mérkőzés | Magyarország–Olaszország | Manuel Mejuto González | 3 : 1    | 34 906      |